# 2903 Чжухай
2903 Чжухай (2903 Zhuhai) — астероїд головного поясу, відкритий 23 жовтня 1981 року.
Тіссеранів параметр щодо Юпітера — 3,388.
Названо на честь китайського міста-префектури Чжухай (кит.: 珠海), що знаходиться на південному березі провінції Гуаньдун.